# 카타지나 루브나우에르

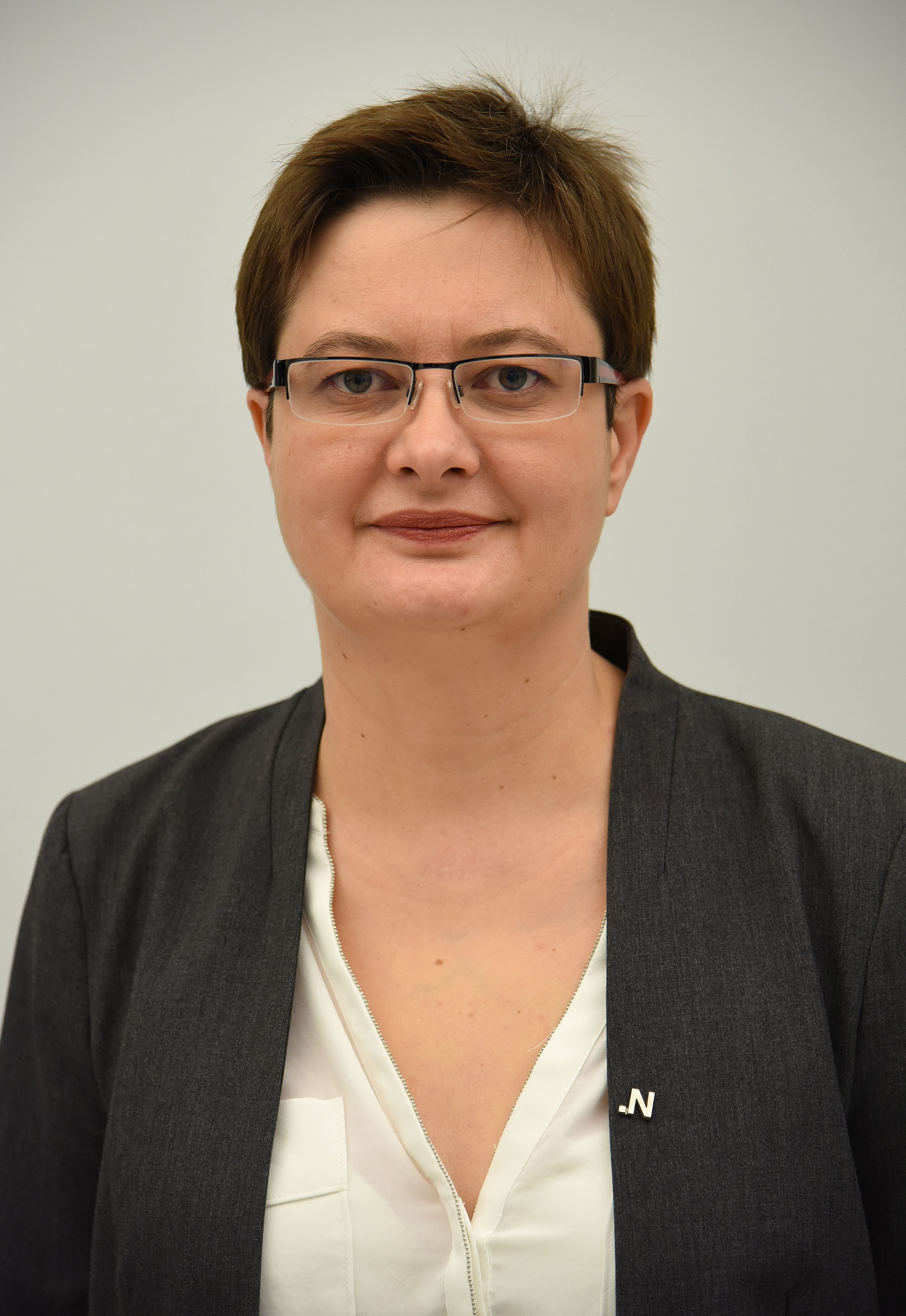
카타지나 루브나우에르

카타지나 안나 루브나우에르(폴란드어: Katarzyna Anna Lubnauer, 혼전 성씨: 리부지시(Libudzisz), 1969년 7월 24일 ~ )는 폴란드의 수학자, 교사, 정치인이다. 현재 국회의원이며, 2017년 이래 자유주의 정당인 현대당의 대표직을 맡고 있다.
우치에서 미생물학 교수로 근무하던 즈지스와바(Zdzisława)와 화학자로 근무하던 예지(Jerzy) 부부의 딸로 태어났으며 우치 타데우시 코시치우슈코 제3고등학교, 우치 대학교를 졸업했다. 대학교 졸업 이후에는 학교 교사로 근무했고 나중에 우치 대학교에서 수학과 교수로 근무하게 된다. 2001년에는 우치 대학교에서 수학 박사 학위를 취득했다.

## 같이 보기
- 리샤르트 페트루
- 현대당